# 遺傳指紋分析
遺傳指紋分析（英語：Genetic fingerprinting），有时也称为基因标定或基因鉴定等，是一种使用通过比较DNA片段来区别不同个体的方法。于1984年，由莱斯特大学的亚历克·杰弗里斯教授发明。
用限制性内切酶消化含短重复序列的DNA，以分析不同个体产生的片段差异。因为它们对每个个体而言都是独一无二的（同卵雙胎例外），任何两个个体出现特定的长短的DNA片段，就能用于确定它们间有无共同的遗传来源。此技術廣泛使用於亲子鑒定、法證科學、譜系鑒證和辨別瀕危物種等領域。

## 鉴定方法

### 聚合酶链锁反应 分析
eQMS::DNA DNA Fingerprint Software （页面存档备份，存于）